# Mezinárodní cirkusový festival v Monte Carlu

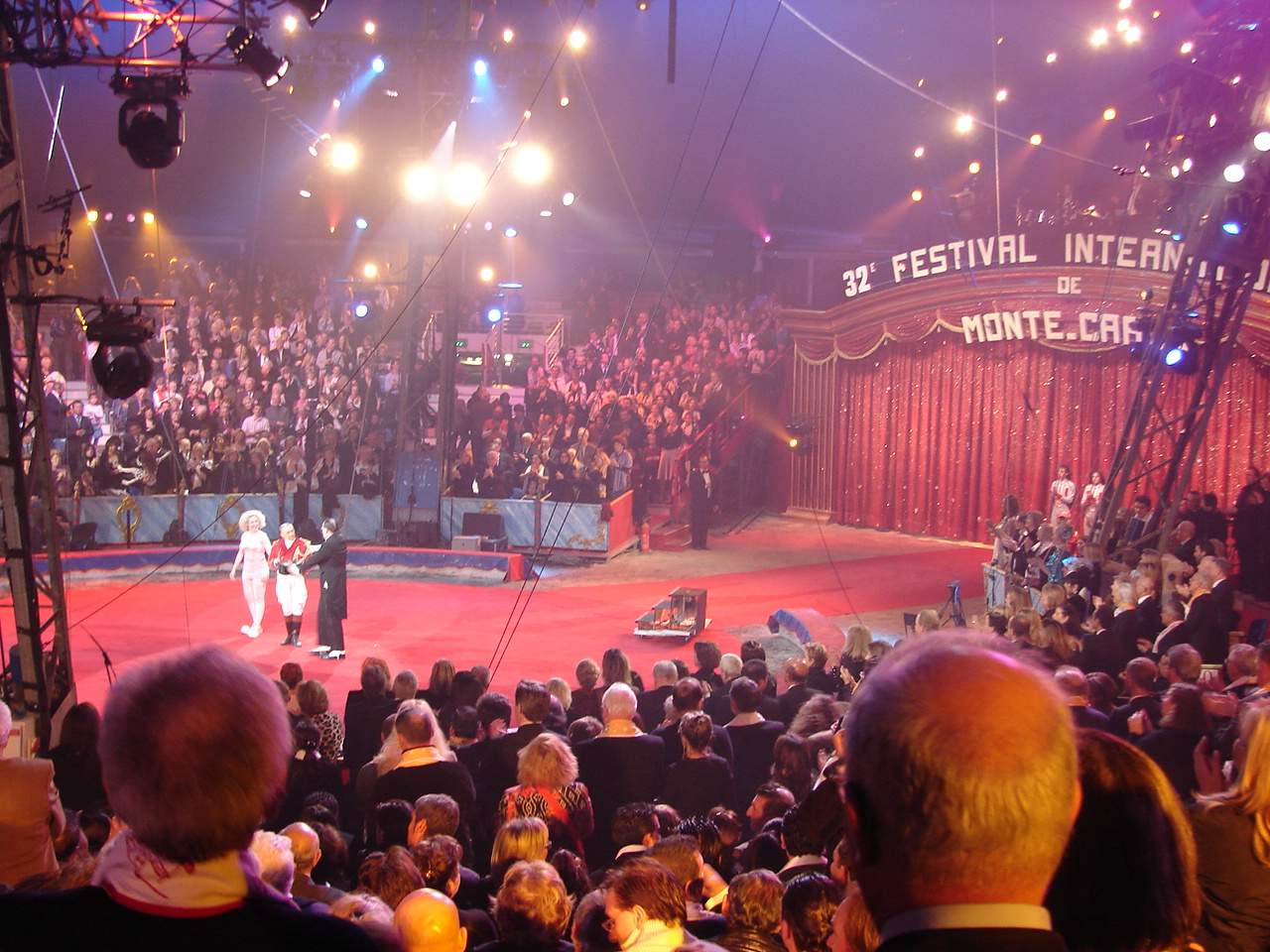
32. mezinárodní cirkusový festival v Monte Carlu, 2008

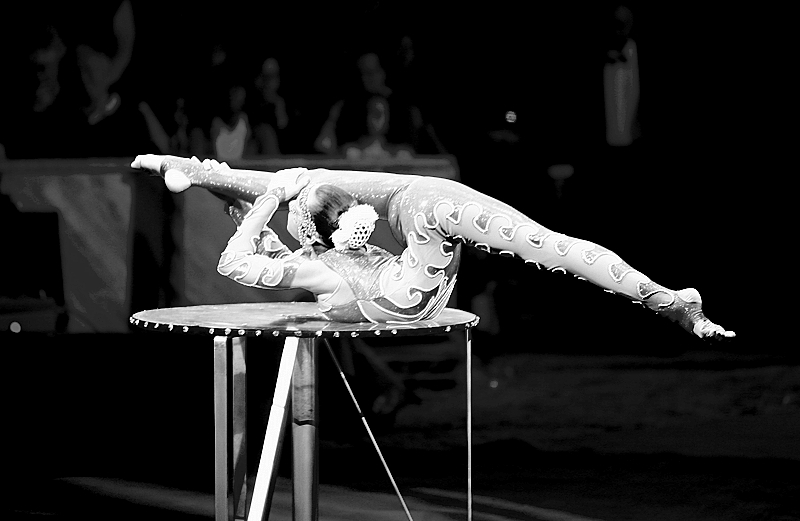
Hadí žena vystupuje na 32. mezinárodním cirkusovém festivalu v Monte-Carlo v lednu 2008

Mezinárodní cirkusový festival v Monte Carlu (francouzsky: Festival International du Cirque de Monte-Carlo) je cirkusový festival, který se koná každý leden v Monaku. Festival založil v roce 1974 kníže Rainier III. Monacký, aby uznal a podpořil cirkusové umělce na vrcholu jejich profese. Původně se konal v Monte Carlu, dokud nebylo dokončeno trvalé místo konání festivalu v monacké čtvrti Fontvieille, Chapiteau de Fontvieille.
Během festivalu se pro platící diváky hrají cirkusová představení z celého světa a jsou prezentována porotě složené z cirkusových profesionálů, specialistů a novinářů. Porota uděluje ceny za nejlepší cirkusové počiny, včetně Zlatého klauna (Clown d'or), Stříbrného klauna (Clown d'argent) a Bronzového klauna (Clown de bronze), ve formě sošek. Speciální ceny udělují také různé společnosti, organizace, instituce a jednotlivci. Ceny nazvané Palmarès se předávají během závěrečného galapředstavení, kterého se účastní monacký kníže a jeho rodina.
Festivalu předsedá princezna Stéphanie Monacká, která dohlíží na velkou část plánování soutěží a gala show. Princezna Stéphanie se stala předsedkyní akce v roce 2006, kdy v této roli nahradila svého zesnulého otce.
K dřívějším držitelům prestižní festivalové ceny Clown d'or patřili španělský klaun Charlie Rivel (1974), americký odvážlivec a trapézový umělec Elvin Bale (1976), ruský klaun Oleg Popov (1981), italský klaun David Larible (1999), americký žonglér Anthony Gatto (2000), francouzský cirkusový režisér Alexis Grüss (1975 a 2001), americký klaun Bello Nock (2011), ruský teeterboarder Trushin Troupe (2017), maďarští trenéři zvířat Merrylu a Jozsef Richter (2018), a anglický trenér zvířat Martin Lacey Jr. (2010 a 2019).

## Palmares

### Zlatý klaun
- 1974: Charlie Rivel, klaun – Španělsko; Alfred Court, trénink zvířat – Francie
- 1975 : Alexis Grüss sénior, kavalerie – Francie
- 1976: Elvin Bale, trapézový umělec – USA
- 1977: La famille Knie, kavalerie – Švýcarsko
- 1978: La troupe Beljakovs, výcvik medvědů – SSSR
- 1979: Leonid Kostiuk a jeho skupina devíti skokanů o tyči – SSSR; George Carl, klaun – Francie
- 1980: La troupe Parvanovi, houpací skokani – Bulharsko